# 德德夫普塔
德德夫普塔（英语）古埃及古王国时期第四王朝的国王（在位时期大约是公元前2498年—公元前2496年）。在位短暂，身世待考。